# Westböhmen

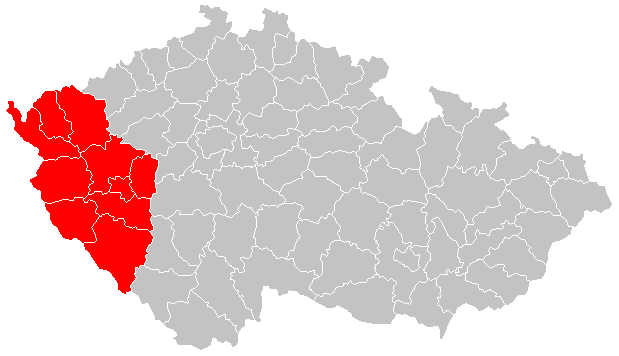
Verwaltungsregion Západočeský kraj

Westböhmen (tschechisch Západní Čechy) ist ein nicht eindeutig abgegrenztes Gebiet im Westen Böhmens in der Tschechischen Republik, angrenzend an Deutschland.

## Verwaltungseinheit

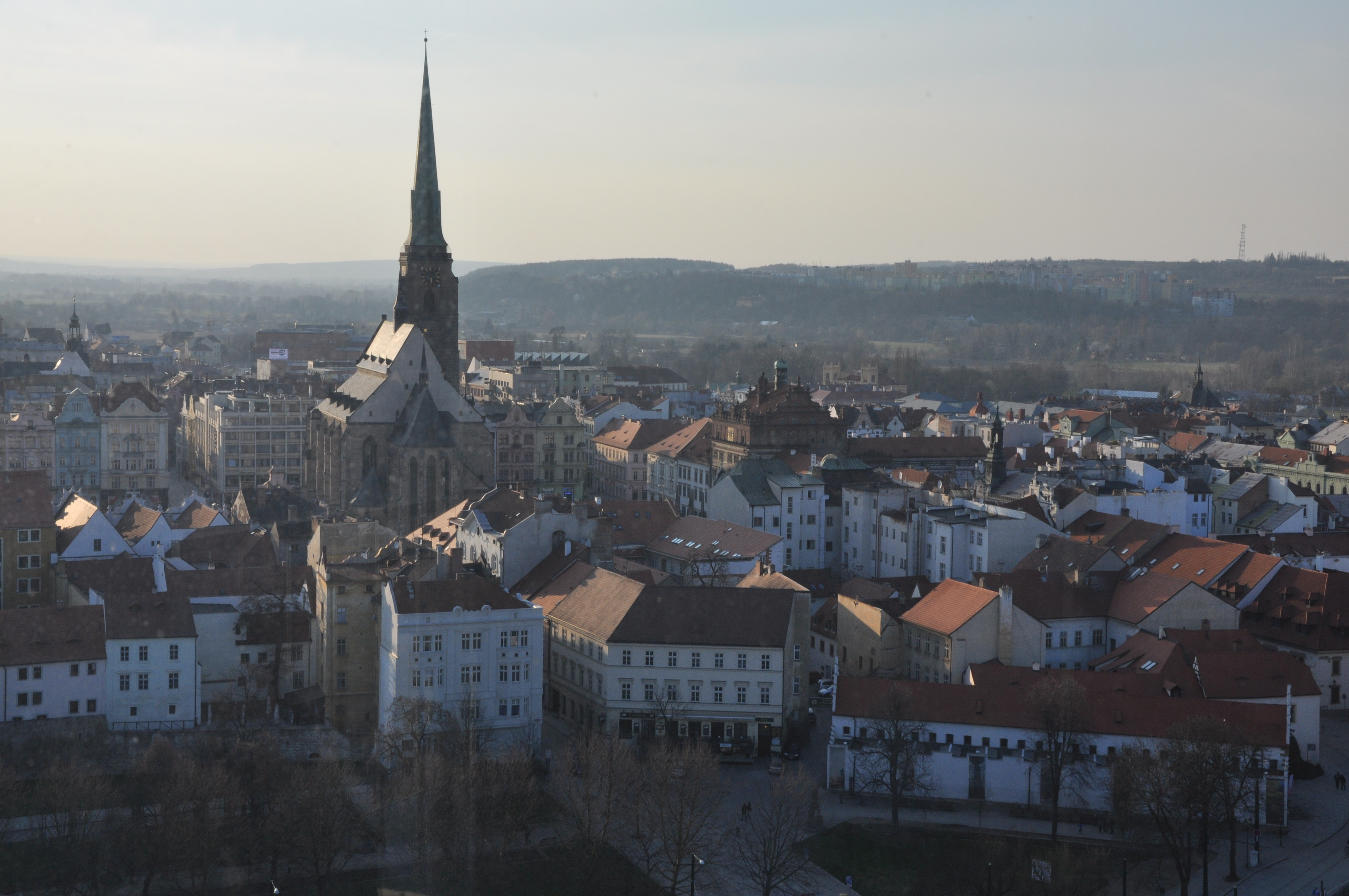
Pilsen ist die größte Stadt Westböhmens

Die politische Gliederung des Gebietes bildete zwischen 1960 und 1990 der Westböhmische Kreis (Západočeský kraj), dessen äußere Grenzen sich mit den im Jahr 2000 entstandenen Regionen Pilsen (Plzeňský kraj) und Karlsbad (Karlovarský kraj) überdecken.
In der Nachkriegszeit ist eine häufigere Verwendung des Begriffs zu bemerken. So trägt seit 1948 das Museum in Pilsen den Namen Westböhmisches Museum in Pilsen. Auch die Westböhmische Universität in Pilsen nahm 1991 den Begriff in den Namen auf. Das Westböhmische Bäderdreieck ist als Bezeichnung für die drei berühmten böhmischen Kurorte ebenfalls etabliert.

## Geologie
In Westböhmen fand eine vulkanische Aktivität im Pleistozän am Eisenbühl (Železná hůrka) und dem Kammerbühl (Komorní hůrka) statt. Zu diesem Vulkanfeld wird auch das auf deutschem Gebiet liegende Bad Neualbenreuther Maar gezählt.
In Westböhmen und dem benachbarten Vogtland treten gelegentliche Schwarmbeben auf.